# Tetramesa ovatella
Tetramesa ovatella is een vliesvleugelig insect uit de familie Eurytomidae. De wetenschappelijke naam is voor het eerst geldig gepubliceerd in 1979 door Burks.